# النقرة (القصيم)
النقرة مركز إداري، يقع على طريق القصيم المدينة المنورة القديم ويعد موقع المركز متوسط بين المدينة المنورة والقصيم.

## التاريخ
مركز النقرة يتبع محافظة عقلة الصقور التابعة لمنطقة القصيم وتبعد عنها 80 كيلو متر، وتقع على يمين الخط السريع المتجه إلى المدينة المنورة استوطنت في العهد السعودي. ومؤسسها هو محمد بن سلطان بن حماد الفريدي الحربي، واميرها حالياً هو هادي بن محمد بن حماد الفريدي الحربي وهي تقع على طريق المدينة المنورة القصيم القديم ويوجد بها الخدمات الحكومية متوفرة (مركز شرطة ومركز صحي ومركز أمن الطرق ومركز الهلال الاحمر ومدارس (بنين وبنات) مركز بريد السعوديومركز خدمات (للبلديات) ومركز لهيئة السياحة والاثار)

## السكان
يبلغ عدد سكان النقرة 6000 الاف نسمة.

## الموقع الجغرافي
تقع غرب منطقة القصيم وتبعد عن محافظة عقلة الصقور 80 كم.وعن محافظة الحناكية بمنطقة المدينة المنورة بحوالي 125 كم. وعن مدينة بريدة قرابة حوالي 283 كم.وتبعد المدينة المنورة 225 كم.

## المناخ
المناخ قاري صحراوي، حار جاف صيفًا بارد مُمطر شتاء، وتبلغ درجة الحرارة صيفًا 45°م، وفي الشتاء تصل 3- مادون الصفر ومتوسط سقوط المطر 145 ملم.